# Bible Buffet
Bible Buffet è un videogioco pubblicato da Wisdom Tree per NES nel 1993.

## Modalità di gioco
Il gioco mostra un percorso tipico di un gioco da tavolo, basato su quello di Candy Land.
Ci sono dodici paesi da visitare: Veggie Land, Potato Land, Salad Land, Fast Food Land, Bread Land, Pizza Land, Bar-B-Q Land, Freezer Land, Snack Land, Liquid Land, Fruit Land e Dessert Land. Quando la visuale mostra il percorso, il giocatore deve girare una ruota per avanzare del numero di caselle corrispondenti al numero estratto. Ogni volta dovrà affrontare un minigioco differente in base alla casella, il cui tema varierà in base al paese in cui si trova; lo scopo di ognuno di questi minigiochi è raggiungere l'uscita e tornare così alla schermata del percorso. Fermandosi sulle caselle nella tavola contrassegnate con un punto interrogativo, bisognerà rispondere a tre domande sulla Bibbia; tuttavia le domande sono riportate nel libretto di gioco e non nel gioco stesso, che fornisce solo le risposte selezionabili. Giunto alla fine della tavola, il giocatore avrà vinto la partita, e lo schermo mostrerà il punteggio, basato su quanta frutta, verdura e dolci ha raccolto nel corso dei minigiochi.